# Fraseria
Fraseria és un gènere d'ocells de la família dels muscicàpids (Muscicapidae).

## Taxonomia
Segons la Classificació del Congrés Ornitològic Internacional (versió 11.2, 2021) aquest gènere està format per dues espècies:
- Fraseria cinerascens - Papamosques cellablanc africà.
- Fraseria ocreata - Papamosques selvàtic.

Tanmateix, el Handook of the Birds of the World i la quarta versió de la BirdLife International Checklist of the birds of the world (desembre 2019), comptabilitzen 9 espècies en aquest gènere, doncs es segueix un altre criteri taxonòmic amb les següents divergències:
- Cinc espècies del gènere Muscicapa són incloses (M. caerulescens; M. lendu; M. olivascens i M. tessmanni. En el cas de M. itombwensis se'l considera una subespècie de M. lendu).
- Dos espècies del gènere Myoparus són incloses (M plumbeus i M. griseigularis).